# Distrito electoral de Ompundja

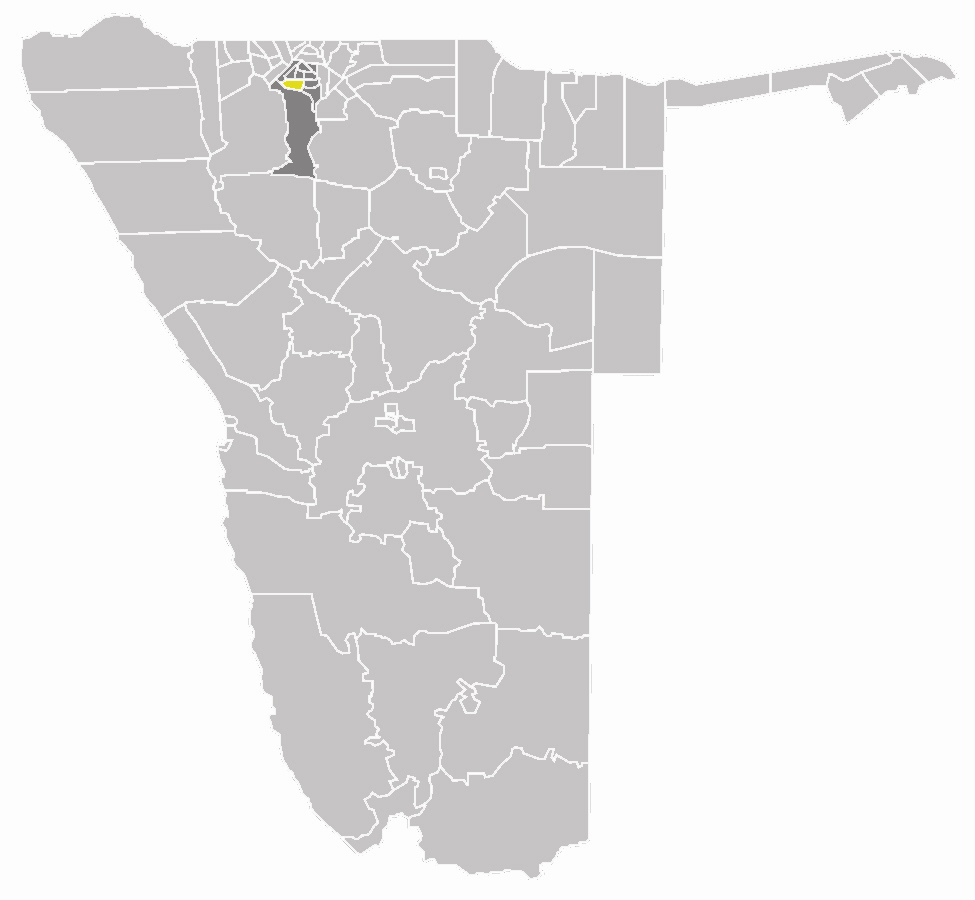
Distrito electoral de Ompundja (Amarillo) en la región de Oshana (oscuro gris)

El Distrito electoral de Ompundja es una circunscripción electoral en la región de Oshana de Namibia. Tiene 4.423 votantes registrados en 2004. El concejal de circunscripción es el político de la SWAPO Adolf Hitler Uunona, quien ha estado desempeñando este cargo desde 2004.
Es el lugar de nacimiento de la embajadora, política y empresaria Monica Nashandi.

## Política
El distrito electoral de Ompundja es tradicionalmente un bastión del partido Organización del Pueblo de África del Sudoeste (SWAPO). En las elecciones locales y regionales de 2015, el candidato de la SWAPO ganó sin oposición y se convirtió en concejal después de que ningún partido de la oposición nominara a un candidato..